# 4 Armia (austro-węgierska)
4 Armia (4. Armee) – związek operacyjny sil zbrojnych monarchii austro-węgierskiej z okresu I wojny światowej. 
W jej skład na początku I wojny światowej wchodziły:
- 2 Korpus
- 6 Korpus
- 9 Korpus

Jednostki pozakorpuśne:
- 6 Dywizja Kawalerii
- 10 Dywizja Kawalerii

Dowódcą Armii był gen. piechoty Moritz Auffenberg, szefem sztabu gen mjr Rudolf Krauss.
Ponieważ była to najsilniejsza Armia Austro-Węgier, jej zadaniem na początku wojny było silne uderzenie na północ, w kierunku Wołynia. Skutkiem ofensywy było zwycięskie starcie pod Komarowem, niewykorzystane jednak później przez wojska austro-węgierskie.